# Tana bojeriana
Tana bojeriana är en växtart i släktet Tana och familjen flockblommiga växter.
Arten är en perenn ört eller mindre buske som förekommer på Madagaskar. Den beskrevs som Peucedanum bojerianum av John Gilbert Baker 1890, och fick sitt nu gällande namn av Ben-Erik van Wyk 1999.